# Pertusaria ophthalmiza
Pertusaria ophthalmiza är en lavart som först beskrevs av och som fick sitt nu gällande namn av William Nylander. 
Pertusaria ophthalmiza ingår i släktet Pertusaria och familjen Pertusariaceae. Arten är reproducerande i Sverige. Inga underarter finns listade i Catalogue of Life.

## Källor

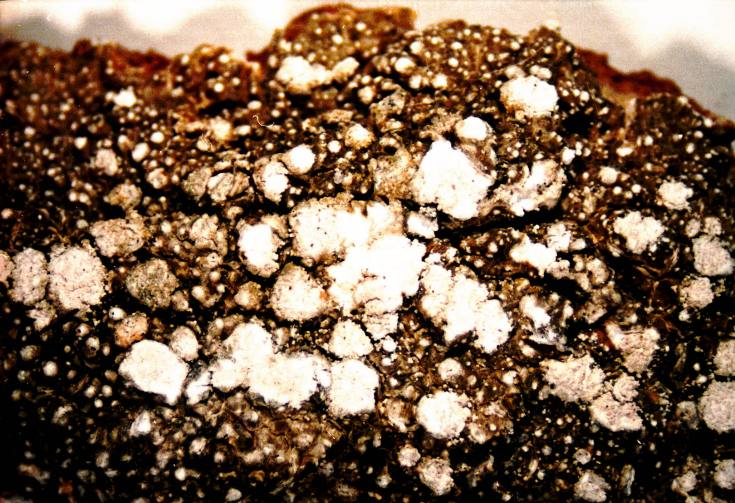
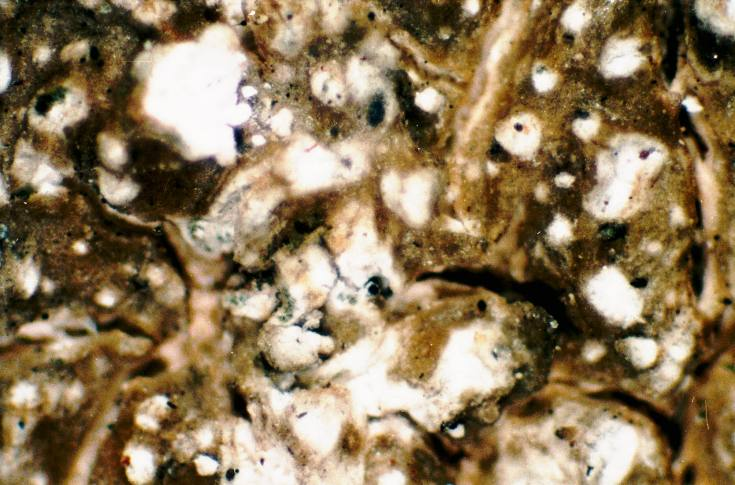
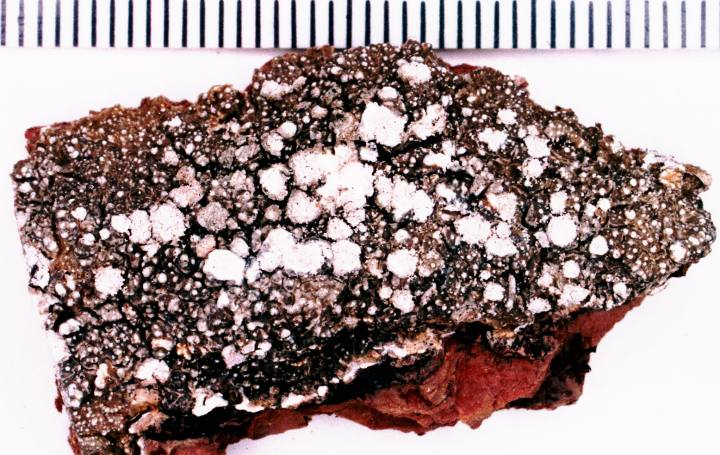